# Acsay Antal
Acsay Antal (Felsőalpár, ma: Lakitelek, 1861. október 28. – Budapest, 1918. szeptember 10.) magyar piarista szerzetes, tanár, elméleti neveléstudós, pedagógiatörténész.

## Pályafutása
1888-tól a piarista rend budapesti papnevelő és tanárképző főiskolájának tanára, 1897-ben a budapesti tudományegyetemen a pedagógia történetének magántanára, 1907-től a hittudományi karon a neveléstudomány előadója. 1898-ban lefordította és jegyzetekkel ellátta Aeneas Sylvius Piccolomini (II. Piusz pápa) A gyermeknevelés című munkáját. Fővárosi törvényhatósági tagként élénk részt vett a főváros igazgatásában. 1918-ban hunyt el 57 éves korában.
Több könyve, illetve tudományos folyóiratokban számos tanulmánya jelent meg, amelyek közül többet külön is kiadtak.

## Művei
- A magyarországi kegyes tanítórend befolyása 18. századi tanügyünk fejlődésére 1750–1800. Vác, 1887.
- A humanisták és skolasztikusok küzdelme a 16. század elején. Budapest, 1895.
- Savonarola. Tanulmány. Budapest, 1896. (különnyomat a Religio-Vallásból)
- Dante, Machiavelli, Savanarola. Budapest, 1897 (különnyomat a Magyar Szemléből)
- Lubrich Ágost. Budapest, 1897 (különnyomat a Katolikus Paedagogiából)
- Cicero mint bölcselő. Budapest, 1898. (különnyomat a Bölcseleti Folyóiratból)
- A gyermeknevelés. Írta Aeneas Silvius. Ford. és jegyzetek. Budapest, 1898.
- Lubrich Ágost emlékezete (1825–1900); Szent István Társulat, Budapest, 1905 (A Szent-István-Társulat Tudományos és Irodalmi Osztályának felolvasó üléseiből)
- A renaissance Itáliában. Budapest, 1905.

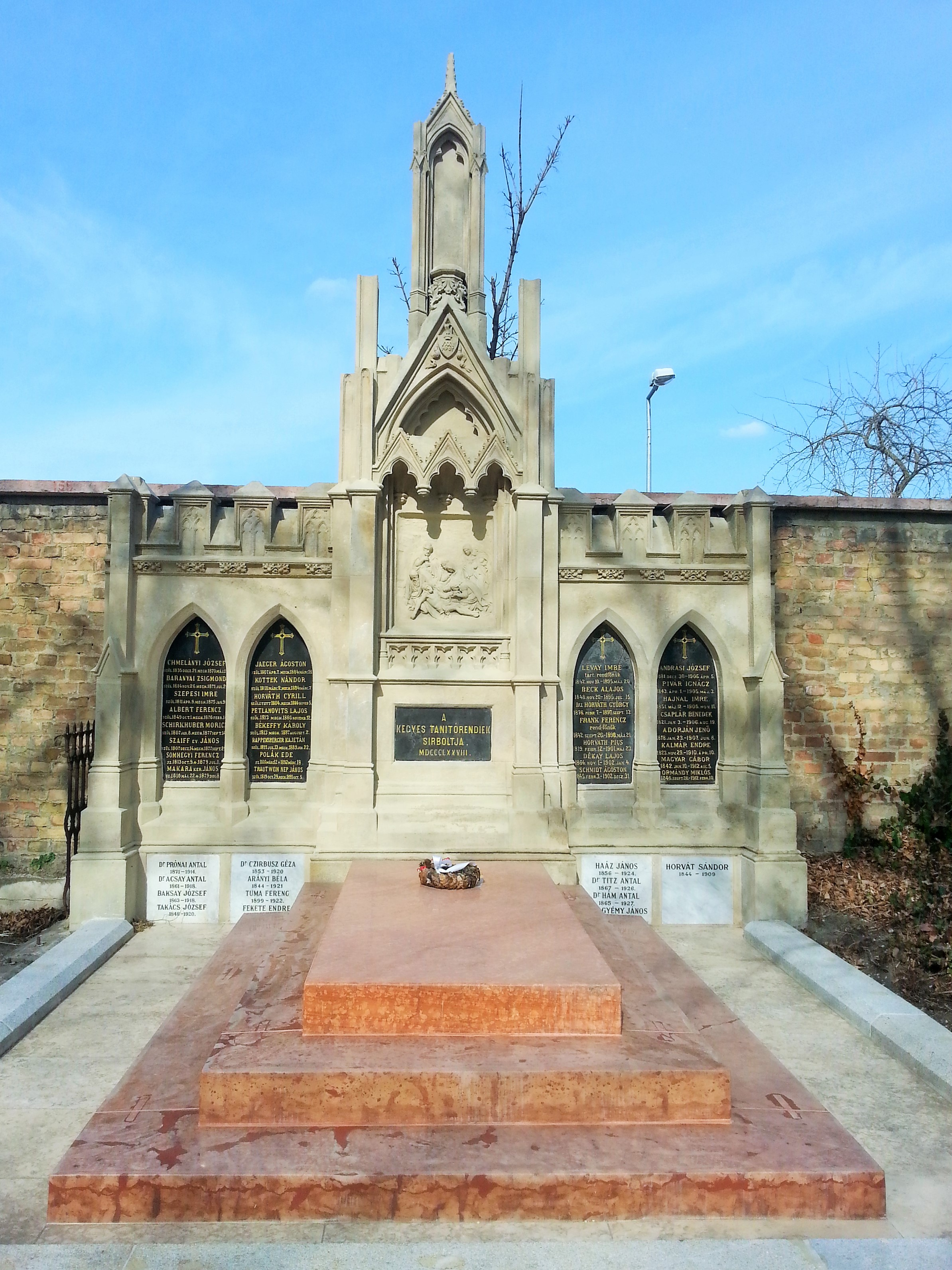
Sírja a Fiumei úti sírkertben a Piarista rend sírboltjában (Bal oldali falsírboltok, B-155)